# 키즈 타쿠미
키즈 타쿠미(일본어: 岐洲 匠 기즈 다쿠미[*], 본명: 다나카 료(일본어: 田中 諒), 1997년 4월 13일 ~ )는 일본의 배우이다. 2017년 우주전대 큐레인저에서 럭키 역으로 출연했다.

## 출연작

### TV 드라마
- 2017년 ~ 2018년: 우주전대 큐레인저 - 럭키 / 시시레드 역

## 영화
- 동물전대 쥬오우저 VS 닌닌저 미래에서의 메시지 from 슈퍼전대 - 럭키 / 시시레드 역
- 우주전대 큐레인저 VS 스페이스 스쿼드 - 럭키 / 시시레드 역
- 루팡레인저 VS 패트레인저 VS 큐레인저 - 럭키 / 시시레드 역
- 가면라이더X슈퍼전대 초 슈퍼 히어로 대전 - 럭키 / 시시레드 역
- 우주전대 큐레인저 에피소드 오브 스팅거 - 럭키 / 시시레드 역
- 우주전대 큐레인저 THE MOVIE 게스 인더베이의 역습 - 럭키 / 시시레드 역